# Peter I av Ungern

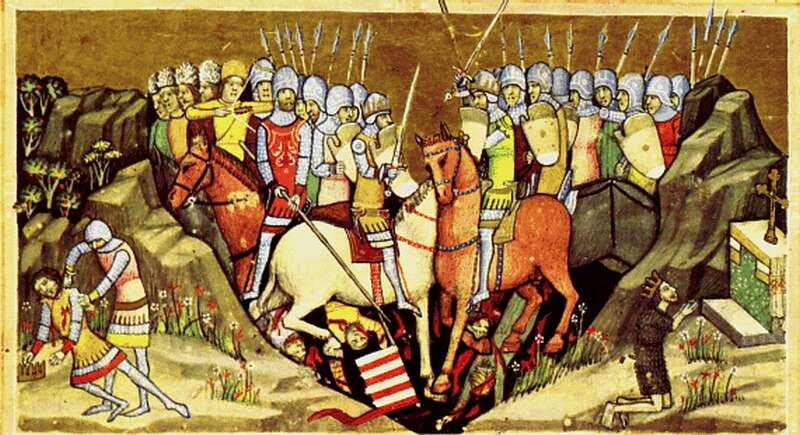
Slaget vid Ménfő

Peter Orseolo av Venedig var kung av Ungern under perioderna 1038-1041 och 1044-1046. 
Peter Orseolo var yngre systerson till den föregående kungen Stefan I. Stefan oroade sig över det unga katolska Ungern och försökte att skydda det mot alla som han menade representerade den hedniska ordningen. Därför utsåg han att den kristna Peter till sin efterföljare. Stefans son, Imre, hade tidigare dött vid ett jakttillfälle. Peter valdes till kung år 1038.
Högadeln i Ungern välkomnade inte Peters regering, och försökte lägga honom åt sidan. Peter hittade en bundsförvant i den tysk-romerske kejsaren Henrik III. Detta räckte dock inte. De så kallade rebellerna röstade fram Stefans svåger, Samuel Aba till kung och Peter måste fly till Henrik III. Med honom och hans armé kom Peter tillbaka år 1044 och vann slaget vid Ménfő, då beläget i norra Ungern, nuförtiden i Slovakien. Därmed blev Peter åter kung, men nu i ett Ungern som var ett tysk-romerskt vasallrike. Det tillät inte den ungerska högadeln och Peter drevs åter igen bort från makten under Vatas hednauppror år 1046.